# 14e étape du Tour d'Italie 1998
Pour un article plus général, voir Tour d'Italie 1998.
La 14e étape du Tour d'Italie 1998 a lieu le 30 mai 1998 entre Schio et Piancavallo. Elle est remportée par Marco Pantani.

## Récit
Cette étape de plaine dans sa première partie s'achève par la difficile montée de Piancavallo (14 km). Sur son terrain, Marco Pantani attaque dès le pied de l'ascension. Seul Pavel Tonkov tente de le suivre mais il décroche rapidement. Derrière, Alex Zülle accélère et fait exploser le peloton. Seul Giuseppe Guerini parvient à s'accrocher. Les deux hommes rejoignent Pavel Tonkov puis Guerini est lâché à son tour. Marco Pantani conserve 13 secondes d'avance et remporte sa première victoire d'étape sur le Giro cette année. Alex Zülle récupère le Maillot Rose malgré une belle résistance de Noè, cinquième de l'étape. Les déçus du jour se nomment Ivan Gotti, Luc Leblanc et Michele Bartoli qui perdent tout espoir de remporter le Giro.

## Classement de l'étape
| \| 1. \| Marco Pantani \| \| Mercatone Uno \| en \| \| \| 2. \| Pavel Tonkov \| \| Mapei-Bricobi \| + \| 13 s \| \| 3. \| Alex Zülle \| \| Festina \| \| m.t. \| |               |  |               |    |      |
| 1. | Marco Pantani |  | Mercatone Uno | en |      |
| 2. | Pavel Tonkov  |  | Mapei-Bricobi | +  | 13 s |
| 3. | Alex Zülle    |  | Festina       |    | m.t. |

## Classement général
| \| 1. \| Alex Zülle \| \| Festina \| en \| \| \| 2. \| Marco Pantani \| \| Mercatone Uno \| + \| 22 s \| \| 3. \| Pavel Tonkov \| \| Mapei-Bricobi \| \| 40 s \| |               |  |               |    |      |
| 1. | Alex Zülle    |  | Festina       | en |      |
| 2. | Marco Pantani |  | Mercatone Uno | +  | 22 s |
| 3. | Pavel Tonkov  |  | Mapei-Bricobi |    | 40 s |